# Stavartjärnen, Ångermanland
Stavartjärnen är en sjö i Örnsköldsviks kommun i Ångermanland och ingår i Nätraåns huvudavrinningsområde.